# Adelencyrtus aulacaspidis
Adelencyrtus aulacaspidis is een vliesvleugelig insect uit de familie Encyrtidae. De wetenschappelijke naam is voor het eerst geldig gepubliceerd in 1914 door Brèthes.